# Marinette Révillon
Marie-Madeleine Révillon, dite Marinette Révillon (née en Turkménistan, décédée à 84 ans le 12 janvier 1996 à Argenteuil), est une journaliste localière française.
Elle a travaillé pour la presse locale à Argenteuil, dans le Val-d'Oise, où elle était très appréciée. Elle a publié ses articles dans L'Avenir, L'Écho, Le Régional, puis dans Le Parisien. Elle travaillait encore à l'âge de 76 ans.
Elle est morte victime d'un crime crapuleux. Ses obsèques ont été célébrées à la Basilique Saint-Denis et de nombreuses personnalités y ont assisté.
Une rue d'Argenteuil porte son nom.